# Severinovca, Stînga Nistrului
Severinovca este un sat din Unitățile Administrativ-Teritoriale din Stînga Nistrului (Transnistria), Republica Moldova.
Conform recensământului din anul 2004, populația localității era de 757 locuitori, dintre care 123 (16.24%) moldoveni (români), 611 (80.71%) ucraineni si 17 (2.24%) ruși.

## Personalități

### Născuți în Severinovca
- Antonina Leftii (n. 1945), actriță sovietică și ucraineană, Artist Emerit al Ucrainei

## Legături externe
Materiale media legate de Severinovca la Wikimedia Commons
- pl Sewerynówka (7) în Dicționarul geografic al Regatului Poloniei și al altor țări slave, volum X (Rukszenice — Sochaczew) 1889